# Ochrolechia xanthostoma
Ochrolechia xanthostoma är en lavart som först beskrevs av Sommerf., och fick sitt nu gällande namn av K. Schmitz & Lumbsch. Ochrolechia xanthostoma ingår i släktet Ochrolechia och familjen Ochrolechiaceae.   Inga underarter finns listade i Catalogue of Life.